# Línea 44 (Córdoba)
La Línea 44 es una línea de transporte urbano de pasajeros de la ciudad de Córdoba, Argentina. El servicio está actualmente operado por la empresa Coniferal.
Anteriormente el servicio de la línea 44 era denominada como R9 desde 2002 por T.A.M.S.E. hasta que en septiembre de 2013, TAMSE deja de operar el corredor Rojo y pasan a manos de Aucor, hasta  que el 1 de marzo de 2014, por la implementación del nuevo sistema de transporte público, la R9 se fusiona como 44 y operada por la misma empresa, más tarde Aucor deja de existir y pasan a manos de ERSA Urbano donde está operó hasta el 1º de marzo de 2024, cuando Coniferal se hace cargo del corredor 4 y la operación de la línea 44 se hizo efectiva con la 41 el 5 de julio del mismo año.

## Recorrido
De Bº Patricios Oeste hasta B° Villa Unión.
 Servicio diurno.
- Ida:  De José María Lahora y Martiniano Chilavert – José María Lahora – Granadero Toba – Aberastain Oro – Av. Agustín Rabello – Av. Florencio Parravicini – R. Hernández Ramírez – Cesar Ratti – Francisco de Toledo – Maracaibo – República del Líbano – Mauricio Yadarola – Gino Galeotti – Av. Eduardo Bulnes – Félix Farías – Libertad – Ovidio Lagos – Puente Sarmiento – Sarmiento – Humberto Primo – Av. Gral. Paz – Av. Vélez Sarsfield – 27 de Abril – Paso de los Andes – Bv. San Juan – Montevideo – Sol de Mayo – Av. Pueyrredón – Ángelo de Peredo – Los Plátanos – Fructuoso Rivera – Pedro Carrasco – Av. Agustín Roque Arias – Francisco Araoz – Guardia Nacional – Av. Santa Ana – Aviador Locatelli – Sargento Gómez – Alto Alegre hasta Atilio Esteban Cattaneo.

- Regreso: De Alto Alegre y Atilio Esteban Cattaneo – por ésta – (inicio de vuelta redonda) – Rio Yuspe – Viedma Recalde – Alto Alegre hasta Atilio Esteban Cattaneo (fin de la vuelta redonda) – Alto Alegre Sargento Gómez – Aviador Locatelli – Av. Santa Ana – Jerónimo Zelarrayan – Pedro Carrasco – Fructuoso Rivera – Los Plátanos – Ángelo de Peredo – Av. Pueyrredón – Sol de Mayo – Ángelo de Peredo – Río Negro – Batalla de Cepeda – Misiones – Caseros – Corro – Mariano Fragueiro – Av. Colon – Av. Emilio Olmos – Av. Maipú – Puente Maipú – Fray Mamerto Esquiú – Av. Juan B. Justo – A. Magariños Cervantes – República de Siria – Obispo Carranza – María Guerrero – Ferdinand de Lesseps – Cesar Ratti – R. Hernández Ramírez – Av. Florencio Parravicini – Av. Agustín Rabello – Av. Rancagua – José María Lahora hasta Martiniano Chilavert.[1]